# Communauté de communes des Quatre Collines
La communauté de communes des Quatre Collines est une ancienne structure intercommunale française située dans le département de la Drôme en région Rhône-Alpes.

## Histoire
En 2014, celle-ci a fusionné avec trois autres communautés de communes, pour former la communauté de communes Porte de DrômArdèche.

## Composition
Elle regroupait 4 communes :
| Nom                 | Code Insee | Gentilé         | Superficie (km2) | Population (dernière pop. légale) | Densité (hab./km2) |
| ------------------- | ---------- | --------------- | ---------------- | --------------------------------- | ------------------ |
| Hauterives (siège)  | 26148      | Hauterivois     | 30,51            | 1 886 (2014)                      | 62                 |
| Tersanne            | 26349      | Tersannois      | 9,49             | 363 (2014)                        | 38                 |
| Saint-Martin-d'Août | 26314      | Saint-Martinois | 7,67             | 377 (2014)                        | 49                 |
| Le Grand-Serre      | 26143      | Serrins         | 24,74            | 898 (2014)                        | 36                 |

## Démographie
| 1968  | 1975  | 1982  | 1990  | 1999  | 2006  | 2011  |
| ----- | ----- | ----- | ----- | ----- | ----- | ----- |
| 2 407 | 2 211 | 2 238 | 2 338 | 2 553 | 2 893 | 3 333 |

| Hommes | Classe d’âge | Femmes |
| ------ | ------------ | ------ |
| 0,4    | 90 ans ou +  | 0,6    |
| 6,4    | 75 à 89 ans  | 9,6    |
| 16,5   | 60 à 74 ans  | 16,1   |
| 20,3   | 45 à 59 ans  | 19,2   |
| 19     | 30 à 44 ans  | 19,2   |
| 14,8   | 15 à 29 ans  | 13,9   |
| 22,6   | 0 à 14 ans   | 21,4   |

| Hommes | Classe d’âge | Femmes |
| ------ | ------------ | ------ |
| 0,5    | 90 ans ou +  | 1,2    |
| 7,1    | 75 à 89 ans  | 10,1   |
| 15,5   | 60 à 74 ans  | 16     |
| 20,6   | 45 à 59 ans  | 20,4   |
| 19,3   | 30 à 44 ans  | 18,9   |
| 17,1   | 15 à 29 ans  | 15,6   |
| 20     | 0 à 14 ans   | 17,8   |